# Katharine Parker
Katharine „Kitty“ Parker (eigentl.: Catherine Parker; * 28. März 1886 in Cressy bei Launceston, Tasmanien; † 28. März 1971 in Darlinghurst) war eine australische Pianistin und Komponistin.
Die Tochter eines Schaffarmers absolvierte von 1904 bis 1906 ein Musikstudium am Konservatorium der Universität Melbourne, das sie mit einem Diplom abschloss. 1907 gewann sie bei der Australian Exhibition of Women's Work eine Goldmedaille als Solopianistin. Nach einem Abschiedskonzert in Launceston ging sie 1909 nach England, um ihre Ausbildung bei Percy Grainger fortzusetzen, der sie für die begabteste Klavierschülerin hielt, die er je hatte.
Durch Grainger lernte sie den Sänger Hubert Eisdell kennen, den sie 1910 heiratete. Im folgenden Jahr gab sie ihr Debütkonzert als Klaviersolistin in London. 1912 wurde ihr Sohn Michael geboren, der als Rundfunksprecher bekannt wurde. 1920 unternahm sie mit ihrem Mann eine Australientournee, bei dem dieser auch zwei von ihr komponierte Lieder sang.
1930 trennte sich das Paar. Eisdell ging nach Kanada, während Parker in England blieb. Sie unternahm als Klavierbegleiterin von Dora Labbette und Dino Borgioli Tourneen 1935 nach Las Pamas und Teneriffa und 1936–37 nach Berlin. Während des Zweiten Weltkrieges arbeitete sie als Krankenwagenfahrerin. 1947 kehrte sie nach Australien zurück, wo sie u. a. in Sydney und Melbourne lebte und für den Rundfunk arbeitete. 1950 nahm sie eine Position beim Rundfunksender in Launceston an und begann, als Klavierlehrerin zu arbeiten. Ihre letzten Lebensjahre ab 1960 verbrachte sie bei ihrer Schwester Reike Parker in Sydney, die gleichfalls Musikerin war.
Parkers wenig umfangreiches kompositorisches Werk besteht vorwiegend aus Liedern (darunter den Six Songs und dem Zyklus The light of the lotus), deren erste 1913 erschienen. Ihr bedeutendstes Klavierwerk waren die Four Musical Sketches (1928). Zu diesem Zyklus gehörte auch ihre bekannteste Komposition Down Longford Way, die 1935 von Percy Grainger orchestriert wurde. Eine Auswahl ihrer Werke wurde 2004 von Jane Edwards und Ian Munro auf CD aufgenommen.